# فيتور باستوس
فيتور باستوس هو لاعب كرة قدم برتغالي في مركز الدفاع، ولد في 1 مايو 1990 في قوندر في إثيوبيا. شارك مع منتخب البرتغال تحت 20 سنة لكرة القدم ومنتخب البرتغال تحت 21 سنة لكرة القدم. أما مع النوادي، فقد لعب مع أتليتيكو كلوب دي برتغال وفيتوريا دي غيماريش ونادي أولهانينسي ونادي النجم الأحمر ونادي إسترا 1961 ونادي فيزيلا.

## وصلات خارجية
- فيتور باستوس على موقع قاعدة بيانات كرة القدم.إي يو (الإنجليزية)
- فيتور باستوس على موقع Soccerway.com (الإنجليزية)